# Monapia alupuran
Monapia alupuran är en spindelart som beskrevs av Ramírez 1995. Monapia alupuran ingår i släktet Monapia och familjen spökspindlar. Inga underarter finns listade i Catalogue of Life.